# Scitec Kft.
A Scitec Nutrition magyar alapítású és vezetésű, magyarországi telephelyű táplálékkiegészítőket gyártó cég, és a kutatás-fejlesztést is Magyarországon végzi. Fő profilja a sportolók, testépítők számára kifejlesztett speciális táplálékkiegészítők, például fehérjeporok, valamint vitaminok és egyéb kiegészítők gyártása, de étkezési tanácsadással is foglalkoznak. Szerződésben állnak a Magyar Olimpiai Bizottsággal és a Magyar Labdarúgó-szövetséggel is. A Scitec több sportolót is támogat étrend-kiegészítőkkel, például Cseh Lászlót vagy Hosszú Katinkát.

## Története
Scitec néven 1996-ban jött létre a cég. 2012-ben az Enterprise Investors vásárolta meg, majd 2016-ban a dél-afrikai illetőségű Ascendis Health tulajdonába került, 170 millió euróért. Több mint kilencven országba szállítanak termékeket, Magyarországon 13 saját üzlettel rendelkeznek. Legnagyobb európai piacai közé tartozik Németország, Franciaország és a skandináv országok. 2017-ben a vállalat egymilliárd forintos beruházással egyedi azonosítót adott minden termékéhez, mellyel ellenőrizhető azok összetétele és laborvizsgálati eredményei.
A cég 1998 óta testépítőversenyt is rendez Magyarországon Superbody néven.
2020-ban az Ascendis Health bejelentette, hogy a BiotechUSA csoportot is birtokló Atlas Invest B.V. holland cég részére 5 millió euró értékben eladja a Scitec Nutrition-t.

## Termékei
- fehérjeporok, fehérjekészítmények
- testépítéshez, erőemeléshez, súlyzós edzésekhez kifejlesztett termékek
- futáshoz, úszáshoz, kerékpározáshoz, állóképességi sportokhoz kifejlesztett termékek
- vitaminok, ásványi anyagok, ízületvédők
- „testsúly-kontroll” termékek
- kiegészítő termékek: shakerek, edzőkesztyűk- és övek, kulacsok, ételhordók